# Kuerbing Shuiku
Kuerbing Shuiku (kinesiska: 库尔滨水库) är en reservoar i Kina. Den ligger i provinsen Heilongjiang, i den nordöstra delen av landet, omkring 370 kilometer nordost om provinshuvudstaden Harbin. Kuerbing Shuiku ligger 381 meter över havet. Arean är 31 kvadratkilometer. Trakten runt Kuerbing Shuiku består till största delen av jordbruksmark. Den sträcker sig 8,3 kilometer i nord-sydlig riktning, och 12,6 kilometer i öst-västlig riktning.
Genomsnittlig årsnederbörd är 912 millimeter. Den regnigaste månaden är juli, med i genomsnitt 238 mm nederbörd, och den torraste är januari, med 11 mm nederbörd.